# Semitiska språk

Geografisk fördelning av historiska semitiska språk

Semitiska språk är en grupp språk som talas av drygt 467 miljoner människor i stora delar av Mellanöstern, Nordafrika och Östafrika. De tillhör de afroasiatiska språken.
Den semitiska språkgruppen är väldigt omfattande och delas in i flera inriktningar samt en mängd olika subgrupper och undergrupper. Dessa är 
- Centralsemitiska språk (57 språk), arabiska språk, hebreiska, etc.
- Nordöstsemitiska språk (12 språk), arameiska, etc.
- Nordvästsemitiska språk (2 språk), turoyo, etc.
- Östsemitiska språk (17 språk)
- Sydsemitiska språk (endast i Östafrika) (21 språk)[1]

Semitiska språk var bland de första som fick skriftspråk. Akkadiskan finns i skrift från mitten av 2000-talet f.Kr.

## Historia

### Ursprung

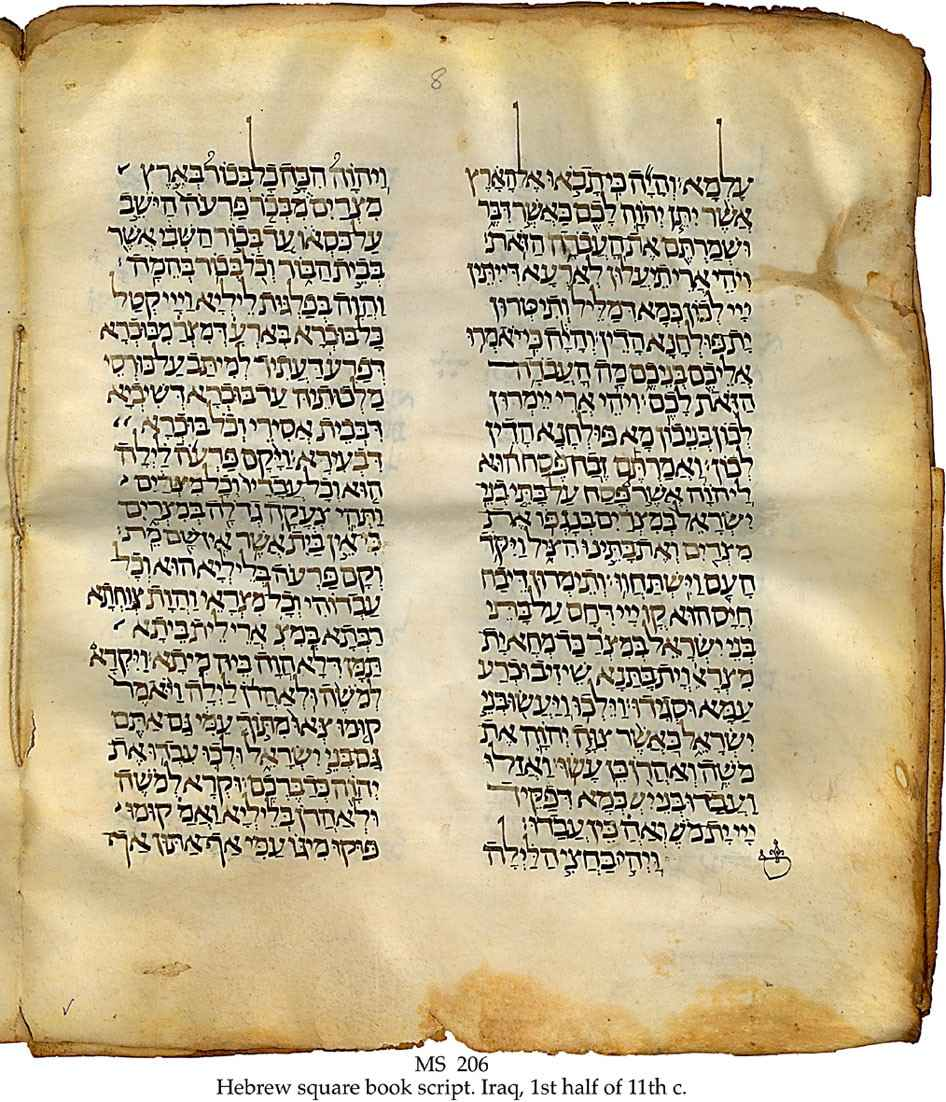
Hebreisk bibel från 1100-talet

Den semitiska språkfamiljen är en medlem av den större afroasiatiska språkfamiljen, vars övriga fem eller fler grenar alla hör hemma i Afrika. Till stor del av denna anledning tros i allmänhet förfäderna till dem som talade ursemitiska ha kommit till Mellanöstern från Afrika omkring det sena neolitikum, fastän andra forskare hävdar att de afroasiatiska språken har sitt ursprung i Mellanöstern och att den semitiska grenen var den enda som blev kvar där.
Ursemitiskan anses ha nått Arabiska halvön ungefär vid 3000-talet f.Kr.. Därifrån spreds semitiska dotterspråk. När de skriftliga källorna först uppträdde i mitten av 2000-talet f.Kr. anlände de semitisktalande akkaderna och amoriterna i Mesopotamien från öknarna i väster, och fanns troligen redan på orter som Ebla i Syrien.

### Andra årtusendet f.Kr.
I början av 1000-talet f.Kr. dominerade östsemitiska språk i Mesopotamien, medan västsemitiska språk troligen talades från Syrien till Jemen, även om fornsydarabiska av de flesta anses vara sydsemitiskt och det finns få data. Akkadiska hade blivit det dominerande skriftspråket i Bördiga halvmånen, och skrevs med kilskrift som hade övertagits från sumererna, medan den sparsamt belagda eblaitiskan försvann med staden Ebla, och amoritiskan endast är belagd i egennamn.
För 1000-talet finns något mer data tillgängligt, tack vare spridningen av alfabetet, som först uppfanns för semitiska språk. Protokanaaneiska texter från omkring 1500 f.Kr. är de första obestridda beläggen av ett västsemitiskt språk. Dessa följs av de mycket mer omfångsrika ugaritiska skrivtavlorna från norra Syrien från omkring 1300 f.Kr. Akkadiskan fortsatte att blomstra, och uppdelades i babyloniska och assyriska dialekter.

### Första årtusendet f.Kr.

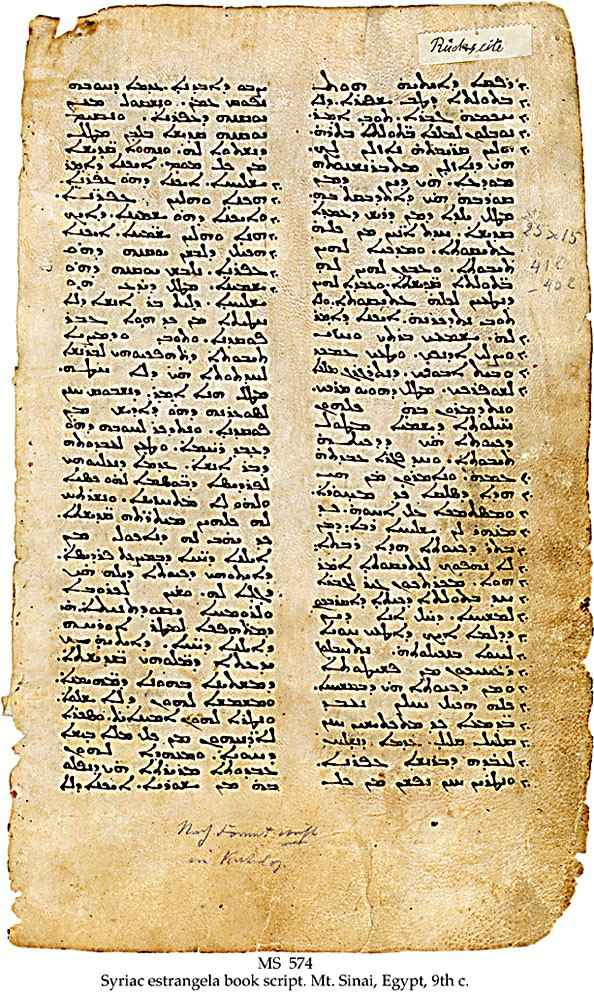
Syrisk handskrift från 800-talet

Under det första årtusendet f.Kr. spreds alfabetet mycket längre och ger oss en bild av inte bara kanaaneiskan, utan också arameiskan, fornsydarabiskan och tidig ge'ez. Under denna period tycks kasusböjningen, som fortfarande var livskraftig i ugaritiskan, ha börjat försvinna i nordvästsemitiska språk. Feniciska kolonier spred sitt kanaaneiska språk över en stor del av Medelhavsområdet, och dess nära släkting hebreiskan blev viktigt som religiöst skriftspråk. Arameiskan blev dock lingua franca i Bördiga halvmånen, och drev undan akkadiska, hebreiska, feniciska och flera andra språk (hebreiskan användes dock fortsatt som liturgiskt språk), och utvecklade en omfattande litteratur. Ge'ez-texter med början under denna tid ger de första direkta beläggen för Etiopiens semitiska språk.

### Efter vår tideräkning

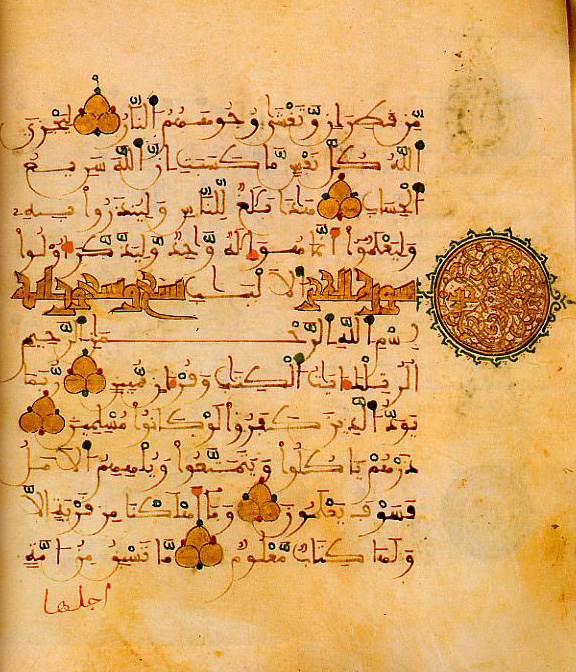
Sida i en koran från 1100-talet

Arameiskan blev ett viktigt skriftspråk inom tidig kristendom under 200- till 400-talen.
När islam framträdde blev det ett hårt slag mot arameiskans vidare spridning, då de arabiska erövringarna gjorde ett annat semitiskt språk, arabiskan, till officiellt språk i ett imperium som sträckte sig från Spanien till Centralasien.

## Nutida situation
Arabiska talas idag som modersmål av majoritetsbefolkningar från Mauretanien till Oman och från Irak till Sudan. Som Koranens språk och ett lingua franca studeras det i stora delar av den muslimska världen. Dess talade form har splittrats i ett antal dialekter, av vilka vissa inte är ömsesidigt förståeliga. De förenas av ett gemensamt skriftspråk.
Trots arabiskans dominans i Mellanöstern finns fortfarande andra semitiska språk där. Hebreiskan, som länge var utdöd förutom inom judisk liturgi, återupplivades vid slutet av 1800-talet av den judiske språkforskaren Eliezer Ben-Yehuda, och har blivit huvudspråket i Israel. Flera små etniska grupper, särskilt assyrier/syrianer, talar fortfarande arameiska i bergen i norra Irak, östra Turkiet, nordvästra Iran och Syrien. En avkomling till fornarameiska, syriska, används som liturgiskt språk av många irakiska kristna. I Jemen och Oman talas "moderna sydarabiska språk" såsom soqotri av några få stammar. Dessa språk skiljer sig mycket både från arabiska och från språken i de gamla sydarabiska inskrifterna.
Etiopien och Eritrea har ett betydande antal sydsemitiska språk, av vilka amhariska och tigrinja i Etiopien samt tigre och tigrinja i Eritrea är de mest talade. Amhariska och tigrinja är officiella språk i Etiopien respektive Eritrea. Tigre, som talas i norra och centrala Eritrea samt delar av östra Sudan, har över en miljon talare. Ett antal guragespråk finns i bergstrakterna i centrala södra Etiopien. Harari talas endast i staden Harar. Geez är fortfarande liturgiskt språk för kristna i Etiopien och Eritrea.

## Grammatik
De semitiska språken har ett antal gemensamma grammatiska drag.

### Ordföljd
Den rekonstruerade grundläggande ordföljden i ursemitiskan är verb subjekt objekt (VSO)  och substantiv — adjektiv. I klassisk och modern standardarabiska är detta fortfarande den dominerande ordningen: ra'ā muħammadun farīdan. (Muhammad såg Farid.) I de flesta moderna semitiska språk har dock VSO-ordföljden lämnat plats åt typologiskt vanligare följder (till exempel SVO). Detta har skett i många moderna arabiska dialekter och i hebreiska. Moderna etiopiska semitiska språk har ordföljden SOV  och adjektiv — substantiv, troligen på grund av kushitiskt inflytande. Det äldsta belagda etiopiska semitiska språket, geez, hade dock ordföljden VSO  och substantiv - adjektiv.

### Kasus hos substantiv och adjektiv
Det ursemitiska trekasussystemet (nominativ, ackusativ och genitiv) med skiljaktiga vokaländelser (-u, -a -i), som är fullt bevarat i koranarabiska, akkadiska och ugaritiska, har försvunnit överallt i talade semitiska språk, fastän modern standardarabiska behåller sådana kasusändelser i litterära och massmediala sammanhang. En ackusativändelse -n har bevarats i etiopisk semitiska. Dessutom hade semitiska substantiv och adjektiv kategorin status, där obestämd status uttrycks med nunation.

### Numerus hos substantiv
Semitiska språk hade ursprungligen tre grammatiska numerus: singular, dualis och plural. Dualis används fortfarande i nutida arabiska dialekter och i maltesiskan.

### Verbaspekt och tempus
Verbets aspektsystem skiljer sig avsevärt mellan väst- och östsemitiska; akkadiskan har bevarat ett antal drag som allmänt hänförs till afroasiatiskan, såsom att imperfekt uttrycks genom geminering, medan en stativform, som fortfarande användes i akkadiskan, blev ett nytt perfekt i västsemitiskan. Protovästsemitiska behöll två huvudsakliga verbaspekter: perfekt för avslutad handling (med pronominala suffix) och imperfekt för oavslutad handling (med pronominala prefix och suffix).

### Morfologi: trebokstavsrötter
Alla semitiska språk uppvisar ett unikt mönster av stammar som består av konsonantrötter som normalt består av tre konsonanter. Från dessa rötter bildas substantiv, adjektiv och verb med hjälp av prefix, suffix eller infix.
Exempelvis ger roten K-T-B, "skriva", på arabiska:
kataba كتب betyder "han skrev"
kutiba كتب betyder "det skrevs" maskulinum
kutibat كتبت betyder "det skrevs" femininum
kitāb كتاب betyder "bok"
kutub كتب betyder "böcker"
kutayyib كتيب betyder "häfte" diminutiv
kitāba كتابة betyder "skrift"
kātib كاتب betyder "författare" maskulinum
kātiba كاتبة betyder "författare" femininum
kuttāb كتاب betyder "författare" plural
kataba كتبة betyder "författare" plural
maktab مكتب betyder "skrivbord/kontor"
maktaba مكتبة betyder "bibliotek"
maktūb مكتوب betyder "skriven"

## Semitiska språk i storleksordning

Geografisk fördelning av semitiska språk för 2000 år sedan

Totalt talas semitiska språk av ca 500 miljoner människor.
Centralsemitiska språk (57 språk)
- Arabiska (463 miljoner talare)
  - Maltesiska (330 000 talare)

Nordsemitiska språk , östsemitiska språk, västsemitiska språk 
- Arameiska (syriska)
  - Turoyo
  - Nyöstsyriska (urmiska)
- Hebreiska (7 miljoner talare)
- Sydarabiska språk
  - Mehri, jibbali och soqotri (tillsammans ca 50 000 talare)
- Utdöda semitiska språk
  - till exempel akkadiska (forntida assyriska och babyloniska), eblaitiska, amoritiska, ugaritiska, feniciska (forna Libanon) och sabeiska.

Sydsemitiska språk  (enbart östafrikanska språk, 21 språk)
- Amhariska (26 miljoner talare)
- Tigrinja (10 miljoner talare)
- Guragespråk (700 000 talare)
- Tigre (200 000 talare)
- Harari (15 000 talare)[1]